# Kelford
La ville de Kelford est située dans le comté de Bertie, dans l’État de Caroline du Nord, aux États-Unis. Sa population s’élevait à 251 habitants lors du recensement de 2010, estimée à 230 habitants en 2016.

## Géographie
D'après le Bureau du recensement des États-Unis, sa superficie est de 1,3 km2.

## Démographie
| Groupe            | Kelford | Caroline du Nord | États-Unis |
| ----------------- | ------- | ---------------- | ---------- |
| Afro-Américains   | 75,7    | 21,5             | 12,6       |
| Blancs            | 23,1    | 68,5             | 72,4       |
| Métis             | 1,2     | 2,2              | 2,9        |
| Autres            | 0       | 8,3              | 12,1       |
| Total             | 100     | 100              | 100        |
|                   |         |                  |            |
| Latino-Américains | 0       | 8,4              | 16,7       |

Selon l'American Community Survey, pour la période 2011-2015, 100 % de la population âgée de plus de 5 ans déclare parler anglais à la maison.

## Source
- (en) Cet article est partiellement ou en totalité issu de l’article de Wikipédia en anglais intitulé « Kelford, North Carolina » (voir la liste des auteurs).

1. ↑  (en) « Kelford, LA Population - Census 2010 and 2000 », sur censusviewer.com.
2. ↑  (en) « Population of North Carolina - Census 2010 and 2000 », sur censusviewer.com.
3. ↑  (en) « Language spoken at home by ability to speak English for the population 5 years and over », sur factfinder.census.gov.